# Istoria Belarusului
Prin istoria Belarusului se înțelege, în mod convențional, istoria teritoriului Belarusului precum și a popoarelor care l-au locuit.
Teritoriul Belarusului a fost locuit din timpuri străvechi de triburi slave, scitice, sarmatice, cimeriene și baltice, iar începând cu secolul 9 și de către varegi, popor de origine germanică (vikingă) din Peninsula Scandinavică. Cu timpul, toate aceste popoare se vor amesteca între ele, dând astfel naștere popoarelor rus (în Rusia), ucrainean (în Ucraina) și bielorus (în Belarus). O mare parte a teritoriului Belarusului (Rusia apuseană), a intrat, începând din secolul IX, în componența Rusiei Kievene. În secolele XI-XII, în condițiile fărâmițării feudale, pe teritoriul Belarusului s-au constituit mai multe cnezate între care: Poloțk-Minsk, Turov-Pinsk și Smolensk. În secolele XIII-XIV, treptat, teritoriile Belarusului au fost cucerite de lituanieni și incluse în Marele Ducat al Lituaniei (din 1569, Rzecspospolita). În această perioadă a apărut denumirea de „Rutenia Albă” („Rusia Albă”) pentru teritoriile de vest ale Rusiei. La sfârșitul secolului XVIII, teritoriul Belarusului a fost anexat de Rusia. Populația din Belarus a participat la evenimentele revoluționare din 1905-1907, precum și la cele din februarie și noiembrie 1917. În timpul Primului Război Mondial, Belarus a devenit teatrul de luptă al beligeranților, partea de vest a țării fiind ocupată de trupele germane. În noiembrie 1917, în Belarus s-a instaurat puterea sovietică, iar la 1 ianuarie 1919 s-a constituit R.S.S. Bielorusia. Prin tratatul ruso-polon de la Riga (martie 1921) partea de vest a Belarusului a trecut la Polonia. La 30 decembrie 1922, Belarus a intrat în componența U.R.S.S; în noiembrie 1939, Belarusul apusean a fost inclus în R.S.S. Bielorusia. Ocupat în 1941 de trupele hitleriste, în Belarus s-a organizat o puternică mișcare de partizani. În iulie 1944, a fost ocupat de trupele sovietice. La 25 august 1991 Belarus și-a proclamat independența. În 1994 au avut loc primele alegeri prezidențiale.